# Ipomoea purga
Ipomoea purga là một loài thực vật có hoa trong họ Bìm bìm. Loài này được (Wender.) Hayne mô tả khoa học đầu tiên năm 1833.

## Hình ảnh

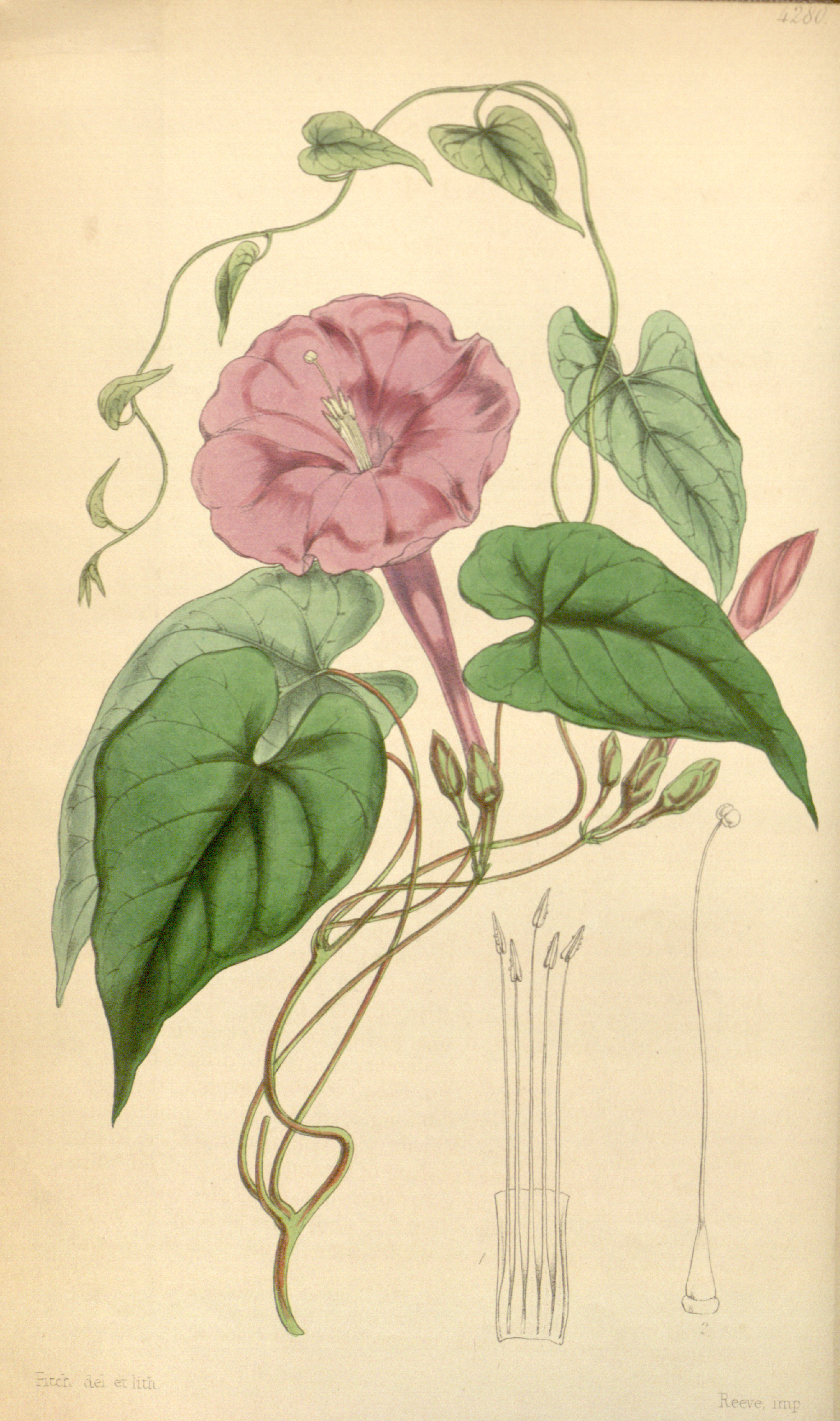
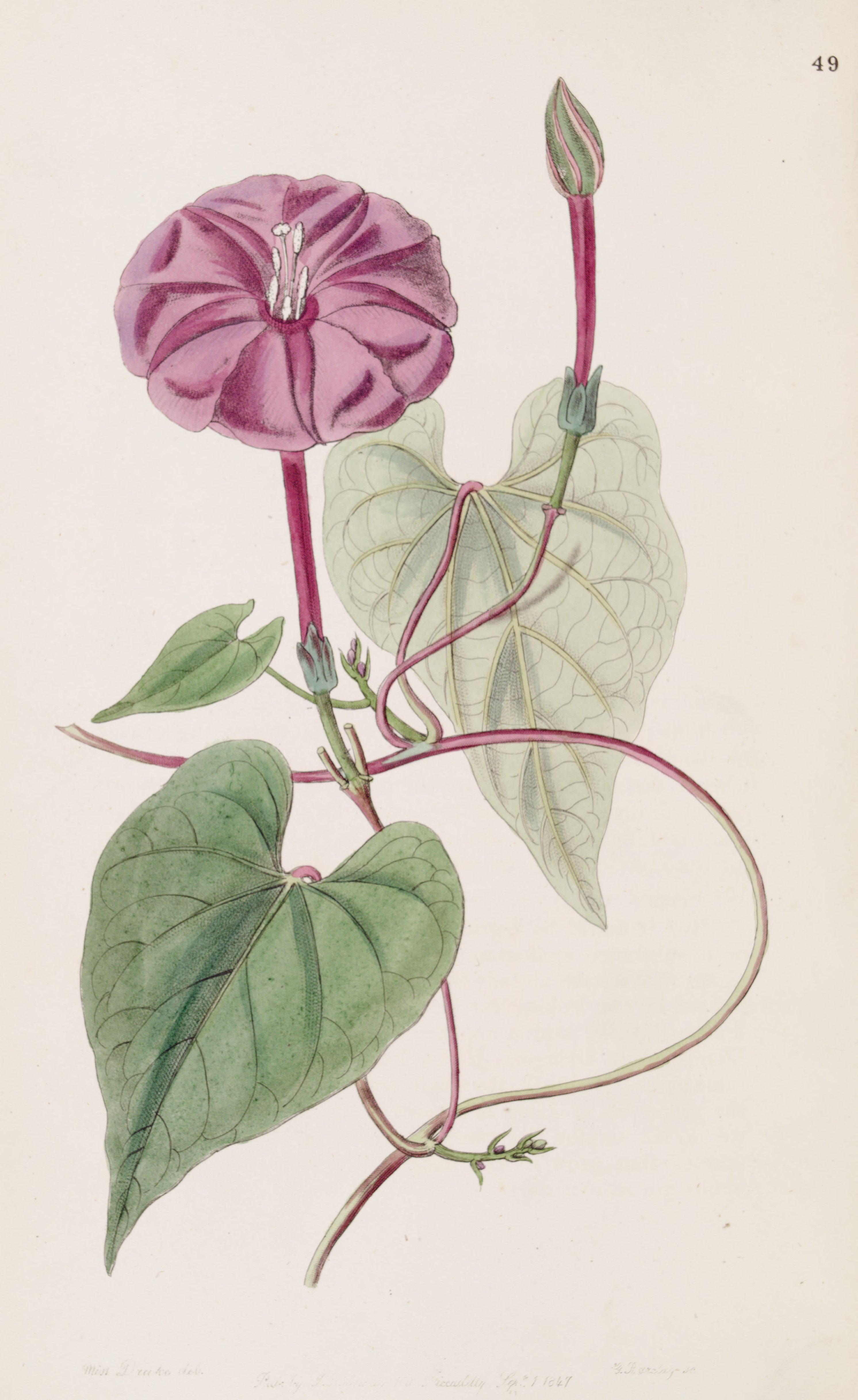
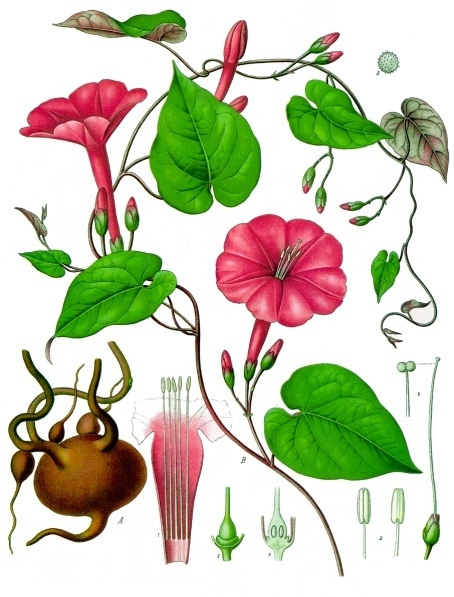